# 河北正定中学

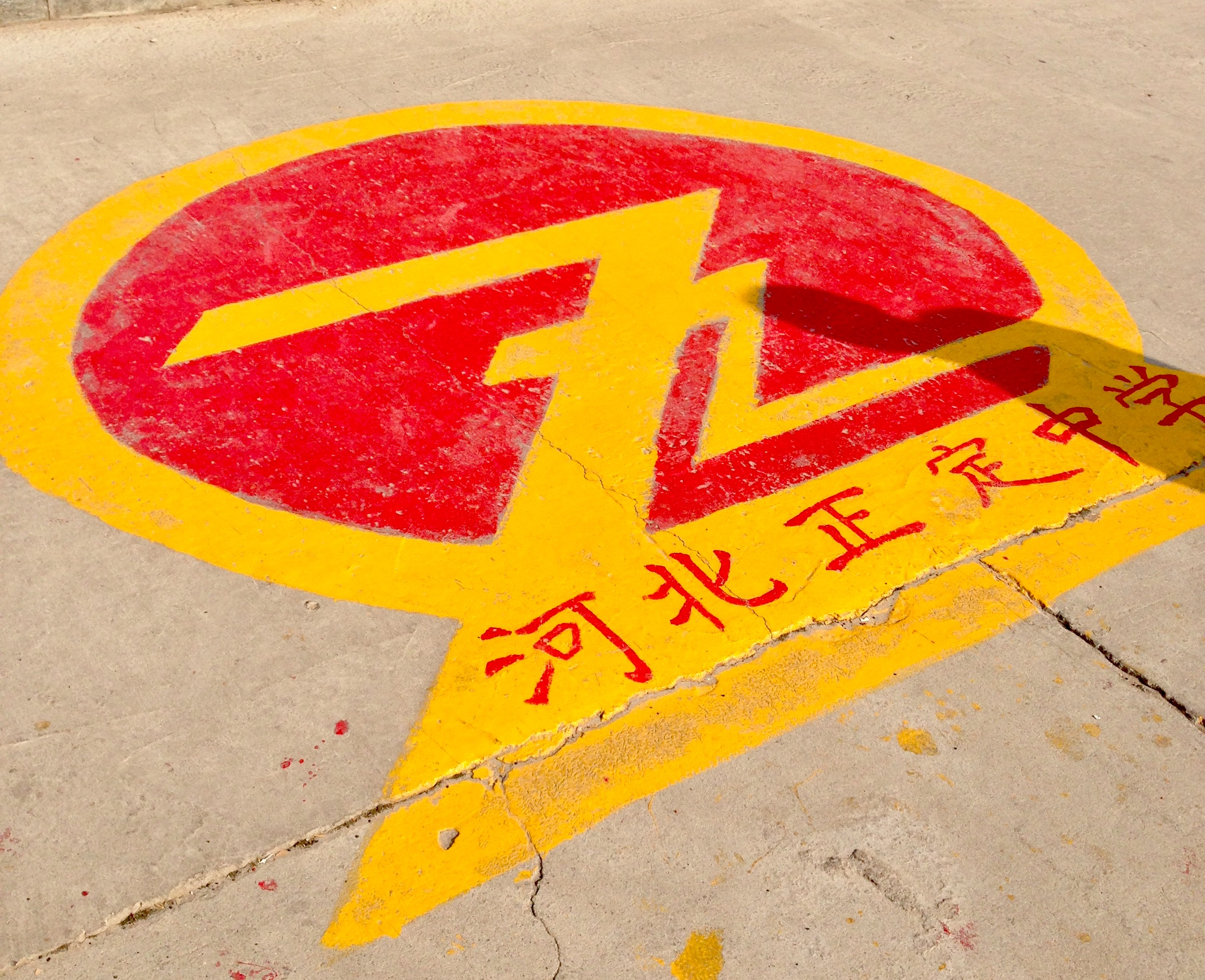
河北正定中学校徽

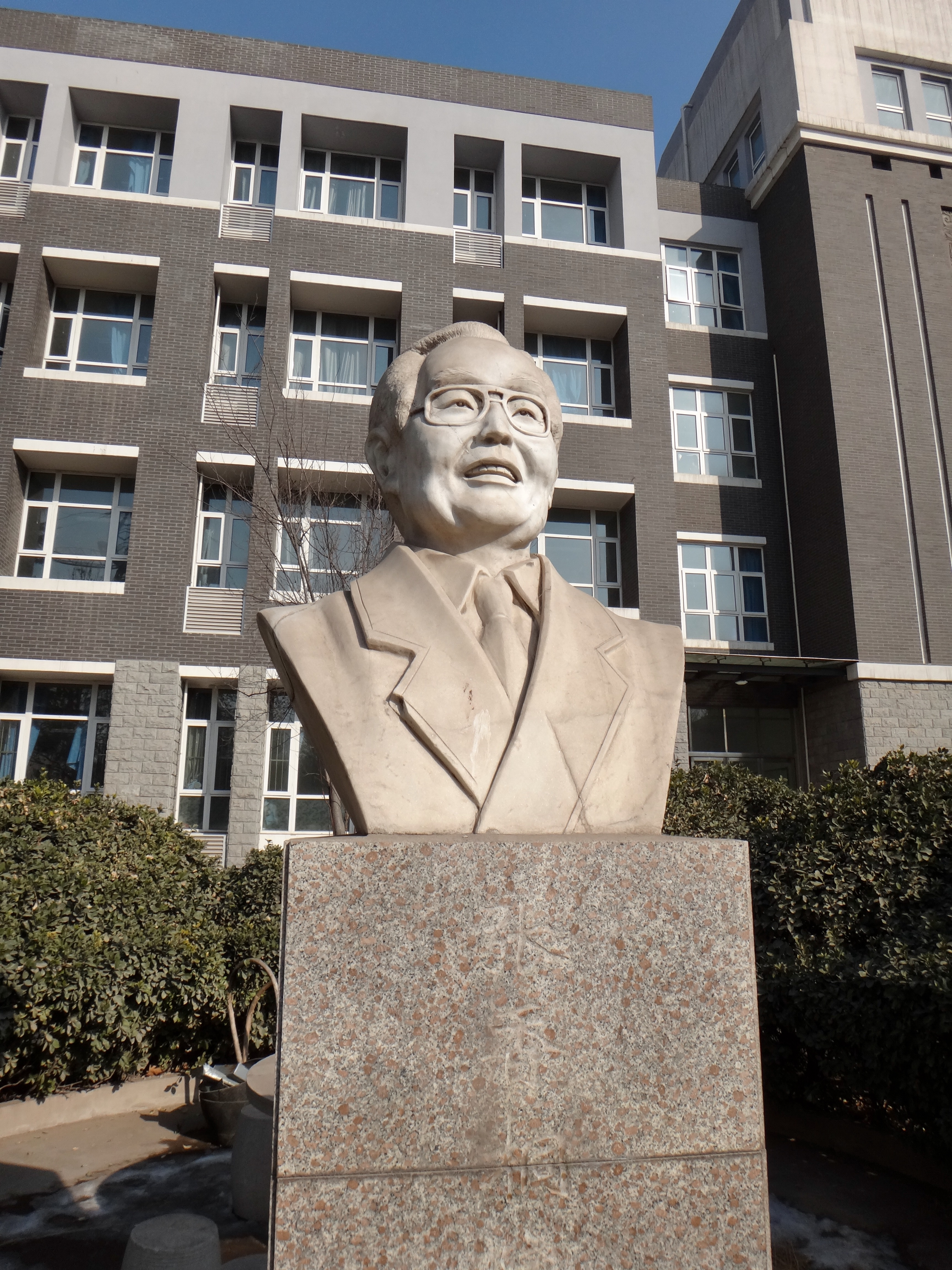
河北正定中学张香桐塑像

河北正定中学，简称正定中学、正中，坐落于河北省正定县。创建于清光绪二十八年（1902年）。始名正定府中学堂，后曾更名为直隶省立正定中学、河北省立第七中学、河北省立正定中学等。

## 历史沿革
校本部校址为原清代贡院，今府西街80号；东校区位于正定恒山东路190号，是一所全新建成的学校。河北正定中学是一所具有千年文化教育传承的百年名校。
1902年(清光绪二十八年)，具有近两千年历史的正定府学、恒阳书院合并改建为官立正定府中学堂，是直隶省(时含今北京、天津，1928年6月改称河北省)最早建立的七所普通中学之一，开正定府地区(今石家庄市辖区大部及阜平县)近代新式教育先河。
一百多年来，校名更改20多次，其主要曾用校名，民国时期，七七事变前，多年先后称直隶省-河北省立第七中学校、河北省立正定中学校。
抗日战争时期与兄弟学校在河南省淅川联合创办国立第一中学。
1946年教育复员，仍称河北省立正定中学校；
解放战争时期，正定解放后的学校曾先后称晋察冀边区正定联合中学、晋察冀边区第四中学、北岳区正定中学、察哈尔省立正定中学；
新中国成立前夕再次复称河北省立正定中学，1956年改称河北正定第一中学，1979年9月恢复河北正定中学校名。校名的沿革，印证正中历来是省立或省、大行政区重点中学。

## 办学成果
学生成绩
2015年，在考生人数比去年减少300人的情况下，本一上线2152人，其中校本部本一上线949人，上线率95％，东校区上线1203人
2014年，高考上线人数再次取得重大突破，本一上线人数2325人（不含艺术、体育、保送及小科类），增加335人，该校诞生了河北省理科状元，培养出石家庄市文科状元。
2013年，高考上线人数再次取得重大突破，本一上线人数在2012年1723人的基础上猛增到1990人（不含艺术、体育、保送及小科类），增加267人，上线总数和600分以上高分段人数均占石家庄市的四分之一。石家庄市文科状元梁浩然。
2012年，本一上线达到1723人。占石家庄地区整体上线人数的三分之一。
2011年，办学成绩稳中有升，本一上线1603人，占石家庄地区整体上线人数的四分之一。
2010年本一上线1570人，并培养出石家庄理科状元。
2009年高考一本上线达到1432人。
2008年高考一本上线超过1200人。
2007年高考一本上线达1051人。
教师成绩
自1999年至2015年，该校教师有2人获国家级优秀课一等奖，2人获国家二等奖，8人获河北省优秀课一等奖，33人获石家庄市优秀课一等奖。
学校荣誉
学校先后获得全国规范化管理先进单位、全国中小学班级管理创新先进单位、河北省先进企事业单位、河北省教育系统先进集体、全国“中华民族传统美德教育优秀实验学校”、石家庄市文明单位、石家庄市十大知名学校、石家庄市德育示范学校、石家庄市高中教学质量先进单位等荣誉称号，被誉为石家庄市“城市品牌”。
1963年教育部在该校召开“全国政治思想教育工作现场会”。
1964年被教育部指定为“大改实验学校”。
1981年在全国105所重点中学田径通讯赛上，该校荣获男女双冠军。
1999年获得“河北省先进企事业单位”称号。
2000年获得了全国教育科学“九五”国家教育部重点研究课题“传统美德教育系统实验研究优秀单位”、“石家庄十大知名学校”称号。
2001年荣获“河北省社会治安综合治理先进单位”等称号。
2002年荣获“石家庄市高中教学质量先进单位”、“河北省中学一级图书馆”、“河北省信息技术示范学校”等称号。
2003年荣获“石家庄市高中教学质量先进单位”、“全国教育网站系统示范单位”、“河北省优秀传统体育项目学校”“河北省实验教学研究与课程资源开发利用实验校”等称号。
2004年荣获“2004年石家庄市高中教学先进单位”、“石家庄市文明单位”“石家庄市先进基层党组织”“石家庄市语言文字工作先进单位”、“河北省中小学图书馆先进集体”、“中国中学生物教育创新百佳学校”等称号。
2005年荣获“2001-2004年度全国群众体育先进单位称号”、“河北省中学生运动会团体总分第一名”“石家庄市高中教学质量先进单位”等称号。
2006年荣获“2005年度河北省普通高校招生工作先进集”、“石家庄市高中教学质量先进单位”等称号。
2007年荣获“全国地理科普教育基地”、“河北省教育系统先进集体”、“石家庄市高中教学质量先进单位”“第二届中国百强中学”等称号。 
2008年荣获“首届中华百年名校”“石家庄市文明单位”。
2009年荣获“河北省现代教育技术师范学校”“第三届中国百强中学”。
2010年荣获“河北省文明单位”“第二届中华百年名校”。
2011年荣获“第二届中华百年名校”“第四届中国百强中学”。
2012年荣获“全国最具内涵特色学校”。
2013年被选为“燕赵课改联盟理事长单位”。
2013年荣获“第五届中国百强中学”。
2015年荣获“全国文明单位”。

## 知名校友
参加国民革命：早期中共直隶七中组织创始人之一、石家庄工人运动领袖、革命家高克谦，曾任李大钊领导的中共北方区执行委员会直属的正定地方执行委员会书记尹玉峰；
参加抗日战争：八路军渤海军区司令员马玉堂、晋察冀边区参议会参议员郭飞天；
- 神经生理学家、中国科学院院士张香桐
- 金属学及材料科学家、中国科学院和中国工程院院士、获得2010年国家最高科学技术奖的师昌绪
- 中国工程院院士、获得中国科学大会奖的侯锋
- 林业学家郝景盛、农业化学家彭克明、人体解剖学家齐登科，冶金专家安朝俊、建筑学家杨式德、有机化工专家魏文德、动物学家王凤振，眼科专家张晓楼、教育管理学家刘文修、漫画家孙之俊、古代文学家杨公骥、解放军报副主编刘格文和诗人、教育家张松如，军事科学家邢建春，长江学者的周德敏、武胜昔等；

从政位至省、部级干部的有，中国人民政治协商会议西藏自治区委员会副主席卢镇华、国家第四机械工业部副部长齐一丁、国家海洋局政治委员王景禹、河南省副省长齐文俭、河北省副省长杨亦周、国家安全部副部长王富中、国务院副秘书长崔占福、中共中央纪律检查委员会驻国家农业部纪检组组长兼中央巡视组组长朱保成等；
从军升为高级将领的有，高级将领何基沣，抗日将领国民革命军中将宋肯堂、何章海。
2007年全国五一劳动奖章获得者胡成元
2013年感动中国十大人物龚全珍